# Liste der Nummer-eins-Hits in Belgien (2003)
Dies ist eine Liste der Nummer-eins-Hits in Belgien im Jahr 2003. Für die niederländischsprachigen Landesteile (Flandern) und die französischsprachigen Landesteile (Wallonie) werden getrennte Charts ermittelt. Veröffentlicht werden die Charts von Ultratop, das auf Initiative der Belgian Entertainment Association (BEA), der Vereinigung der Musik-, Film- und Spieleindustrie des Landes, entstanden ist.

## Flandern

### Singles
| ← 2002 ← | Liste der Nummer-eins-Hits in Belgien (Flandern) | Liste der Nummer-eins-Hits in Belgien (Flandern) | Liste der Nummer-eins-Hits in Belgien (Flandern) | 2004 → |
| \| Zeitraum \| Wo. ges. \| Interpret \| Titel Autor(en) \| Zusätzliche Informationen \| \| (Zeitraum, Wochen auf Platz eins, Interpret, Titel, Autor[en], zusätzliche Informationen) \| \| \| \| \| \| ----------------------------------------------------------------------------------------- \| -------- \| ------------------------------------------- \| ------------------------------------------------------------------------------------------------------------------------------------------------------------------ \| ------------------------------------------------------------------------------------------------------------------------------------------------------------ \| \| 23. November 2002 – 3. Januar 2003 6 Wochen \| 6 \| Nelly feat. Kelly Rowland \| Dilemma Kenneth Gamble, Bunny Sigler, Cornell Haynes, Antoine L. Macon \| – \| \| 4. Januar 2003 – 24. Januar 2003 3 Wochen \| 3 \| Eminem \| Lose Yourself Marshall B. Mathers, Luis Edgardo Resto, Jeff Bass \| Mit seinem Song zum Film 8 Mile landet Rapper Eminem seinen ersten Nummer-eins-Hit in Flandern. \| \| 25. Januar 2003 – 21. März 2003 8 Wochen \| 8 \| Jasper Steverlinck & Steven & Stijn Kolacny \| Life on Mars David Bowie \| Mit ihrer Interpretation des Titels schaffen es der Musiker aus Gent und die Leiter des Scala-Chors erstmals an die Spitze. \| \| 22. März 2003 – 28. März 2003 1 Woche \| 1 \| Céline Dion \| I Drove All Night Tom Kelly, Billy Steinberg \| Mit ihrer Interpretation des Titels, den zuvor bereits Cyndi Lauper und Roy Orbison vortrugen, hat die Kanadierin ihren vierten Nummer-eins-Hit in Flandern. \| \| 29. März 2003 – 23. Mai 2003 8 Wochen \| 8 \| Spring \| Spring Gert Verhulst, Danny Verbiest, Hans Bourlon, Johan Vanden Eede \| Die Debütsingle der von Studio 100 kreierten Band, die auch eine eigene Serie bei Ketnet hatte. \| \| 24. Mai 2003 – 13. Juni 2003 3 Wochen \| 3 \| Peter Evrard \| For You Jan Leyers, Michael Garvin \| Der Siegersong des Gewinners der ersten Staffel der VTM-Castingshow Idool. \| \| 14. Juni 2003 – 15. August 2003 9 Wochen \| 9 \| The Underdog Project and the Sunclub \| Summer Jam 2003 Robin Albers, Toni Cottura, Stephan Browarczyk, Shahin Moshirian, Christoph Brüx, Vick Krishna, Craig Smart, Michiel Rozenbroek, Dieter Kranenburg \| Die Neuinterpretation des Vorjahres-Sommerhits erobert in Belgien die Spitze, in Flandern ist es sogar die erfolgreichste Single des Jahres. \| \| 16. August 2003 – 29. August 2003 2 Wochen (insgesamt 3) \| 3 \| Wim Soutaer \| Allemaal Edwin Schimscheimer, Walter Mannaerts, Wim Soutaer \| Die Debütsingle des Drittplatzierten von Idool. \| \| 30. August 2003 – 12. September 2003 2 Wochen (insgesamt 3) \| 3 \| Brahim \| Turn the Music Up Serge Buyse, Filip Cauwelier \| Auch der Viertplatzierte von Idool erreicht mit seinem Debüt Platz 1. \| \| 13. September 2003 1 Woche (insgesamt 3) \| 3 \| Wim Soutaer \| Allemaal Edwin Schimscheimer, Walter Mannaerts, Wim Soutaer \| – \| \| 20. September 2003 – 26. September 2003 1 Woche (insgesamt 3) \| 3 \| Brahim \| Turn the Music Up Serge Buyse, Filip Cauwelier \| – \| \| 27. September 2003 – 3. Oktober 2003 1 Woche \| 1 \| Lumidee \| Never Leave You (Uh Oooh, Uh Oooh) Steven Michael Marsden, Edwin Z. Perez, Lumidee Cedeño, Teddy Rafael Mendez \| Mit ihrem Debüt-Hit steht Lumidee auch in Flandern an der Spitze. \| \| 4. Oktober 2003 – 31. Oktober 2003 4 Wochen \| 4 \| The Black Eyed Peas \| Where Is the Love? Will Adams, Allan Apll Pineda, Priese Prince Lamont Board, Mike Fratantuno, Justin R. Timberlake, Jaime Luis Gomez, George Pajon \| Die erste Nummer eins der US-Rapper. \| \| 1. November 2003 – 5. Dezember 2003 5 Wochen \| 5 \| Sarah & Koen Wauters \| You Are the Reason Ingrid Mank, Ronald Seerden \| Das Duett mit dem Clouseau-Sänger ist für die ehemalige Siegerin der Soundmixshow der erste Nummer-eins-Hit. \| \| 6. Dezember 2003 – 19. Dezember 2003 2 Wochen \| 2 \| Natalia \| I’ve Only Begun to Fight Jan Leyers, Michael Garvin \| Mit ihrer zweiten Single erreicht nunmehr auch die Zweitplatzierte der ersten Idool-Staffel den ersten Platz. \| \| 20. Dezember 2003 – 6. Februar 2004 7 Wochen \| 7 \| The Black Eyed Peas \| Shut Up Jaime Luis Gomez, William Adams, George Pajon \| Auch die Nachfolge-Single zu Where is the Love erreicht den ersten Platz. \| |                                                  |                                                  | | |
| ← 2002 |                                                  |                                                  | | → 2004 → |
| Zeitraum | Wo. ges.                                         | Interpret                                        | Titel Autor(en) | Zusätzliche Informationen |
| (Zeitraum, Wochen auf Platz eins, Interpret, Titel, Autor[en], zusätzliche Informationen) |                                                  |                                                  | | |
| 23. November 2002 – 3. Januar 2003 6 Wochen | 6                                                | Nelly feat. Kelly Rowland                        | Dilemma Kenneth Gamble, Bunny Sigler, Cornell Haynes, Antoine L. Macon                                                                                             | – |
| 4. Januar 2003 – 24. Januar 2003 3 Wochen | 3                                                | Eminem                                           | Lose Yourself Marshall B. Mathers, Luis Edgardo Resto, Jeff Bass                                                                                                   | Mit seinem Song zum Film 8 Mile landet Rapper Eminem seinen ersten Nummer-eins-Hit in Flandern.                                                              |
| 25. Januar 2003 – 21. März 2003 8 Wochen | 8                                                | Jasper Steverlinck & Steven & Stijn Kolacny      | Life on Mars David Bowie | Mit ihrer Interpretation des Titels schaffen es der Musiker aus Gent und die Leiter des Scala-Chors erstmals an die Spitze.                                  |
| 22. März 2003 – 28. März 2003 1 Woche | 1                                                | Céline Dion                                      | I Drove All Night Tom Kelly, Billy Steinberg | Mit ihrer Interpretation des Titels, den zuvor bereits Cyndi Lauper und Roy Orbison vortrugen, hat die Kanadierin ihren vierten Nummer-eins-Hit in Flandern. |
| 29. März 2003 – 23. Mai 2003 8 Wochen | 8                                                | Spring                                           | Spring Gert Verhulst, Danny Verbiest, Hans Bourlon, Johan Vanden Eede                                                                                              | Die Debütsingle der von Studio 100 kreierten Band, die auch eine eigene Serie bei Ketnet hatte.                                                              |
| 24. Mai 2003 – 13. Juni 2003 3 Wochen | 3                                                | Peter Evrard                                     | For You Jan Leyers, Michael Garvin | Der Siegersong des Gewinners der ersten Staffel der VTM-Castingshow Idool.                                                                                   |
| 14. Juni 2003 – 15. August 2003 9 Wochen | 9                                                | The Underdog Project and the Sunclub             | Summer Jam 2003 Robin Albers, Toni Cottura, Stephan Browarczyk, Shahin Moshirian, Christoph Brüx, Vick Krishna, Craig Smart, Michiel Rozenbroek, Dieter Kranenburg | Die Neuinterpretation des Vorjahres-Sommerhits erobert in Belgien die Spitze, in Flandern ist es sogar die erfolgreichste Single des Jahres.                 |
| 16. August 2003 – 29. August 2003 2 Wochen (insgesamt 3) | 3                                                | Wim Soutaer                                      | Allemaal Edwin Schimscheimer, Walter Mannaerts, Wim Soutaer | Die Debütsingle des Drittplatzierten von Idool. |
| 30. August 2003 – 12. September 2003 2 Wochen (insgesamt 3) | 3                                                | Brahim                                           | Turn the Music Up Serge Buyse, Filip Cauwelier | Auch der Viertplatzierte von Idool erreicht mit seinem Debüt Platz 1.                                                                                        |
| 13. September 2003 1 Woche (insgesamt 3) | 3                                                | Wim Soutaer                                      | Allemaal Edwin Schimscheimer, Walter Mannaerts, Wim Soutaer | – |
| 20. September 2003 – 26. September 2003 1 Woche (insgesamt 3) | 3                                                | Brahim                                           | Turn the Music Up Serge Buyse, Filip Cauwelier | – |
| 27. September 2003 – 3. Oktober 2003 1 Woche | 1                                                | Lumidee                                          | Never Leave You (Uh Oooh, Uh Oooh) Steven Michael Marsden, Edwin Z. Perez, Lumidee Cedeño, Teddy Rafael Mendez                                                     | Mit ihrem Debüt-Hit steht Lumidee auch in Flandern an der Spitze.                                                                                            |
| 4. Oktober 2003 – 31. Oktober 2003 4 Wochen | 4                                                | The Black Eyed Peas                              | Where Is the Love? Will Adams, Allan Apll Pineda, Priese Prince Lamont Board, Mike Fratantuno, Justin R. Timberlake, Jaime Luis Gomez, George Pajon                | Die erste Nummer eins der US-Rapper. |
| 1. November 2003 – 5. Dezember 2003 5 Wochen | 5                                                | Sarah & Koen Wauters                             | You Are the Reason Ingrid Mank, Ronald Seerden | Das Duett mit dem Clouseau-Sänger ist für die ehemalige Siegerin der Soundmixshow der erste Nummer-eins-Hit.                                                 |
| 6. Dezember 2003 – 19. Dezember 2003 2 Wochen | 2                                                | Natalia                                          | I’ve Only Begun to Fight Jan Leyers, Michael Garvin | Mit ihrer zweiten Single erreicht nunmehr auch die Zweitplatzierte der ersten Idool-Staffel den ersten Platz.                                                |
| 20. Dezember 2003 – 6. Februar 2004 7 Wochen | 7                                                | The Black Eyed Peas                              | Shut Up Jaime Luis Gomez, William Adams, George Pajon | Auch die Nachfolge-Single zu Where is the Love erreicht den ersten Platz.                                                                                    |

### Alben
| ← 2002 ← | Liste der Nummer-eins-Hits in Belgien (Flandern) | Liste der Nummer-eins-Hits in Belgien (Flandern) | Liste der Nummer-eins-Hits in Belgien (Flandern) | 2004 → |
| \| Zeitraum \| Wo. ges. \| Interpret \| Titel \| Zusätzliche Informationen \| \| (Zeitraum, Wochen auf Platz eins, Interpret, Titel, zusätzliche Informationen) \| \| \| \| \| \| ------------------------------------------------------------------------------ \| -------- \| --------------------------- \| ---------------------------------------- \| --------------------------------------------------------------------------------------------------------------------------------------------------------------------------------------------------------------------------------------------------------------------------------------------------------------------------------------------------------------------------------------------------- \| \| 28. Dezember 2002 – 10. Januar 2003 2 Wochen (insgesamt 5) \| 5 \| U2 \| The Best of 1990 - 2000 \| Das zweite Best-of-Album der irischen Band ist die vierte Nummer 1 in Flandern und die dritte Nummer 1 hintereinander. \| \| 11. Januar 2003 – 17. Januar 2003 1 Woche (insgesamt 7) \| 7 \| Helmut Lotti \| My Tribute to the King \| Mit seinen Interpretationen bekannter Elvis-Songs steht der Belgier erneut an der Spitze. \| \| 18. Januar 2003 – 14. Februar 2003 4 Wochen (insgesamt 18) \| 18 \| Marco Borsato \| Onderweg \| Für den Niederländer ist es bereits das vierte Nummer-eins-Album in Flandern hintereinander. \| \| 15. Februar 2003 – 21. Februar 2003 1 Woche \| 1 \| Nick Cave and the Bad Seeds \| Nocturama \| Für die Australier ist es die erste Nummer 1. \| \| 22. Februar 2003 – 7. März 2003 2 Wochen \| 2 \| Massive Attack \| 100th Window \| Die Band aus Bristol steht erstmals in Flandern auf Platz 1. \| \| 8. März 2003 – 14. März 2003 1 Woche \| 1 \| Admiral Freebee \| Admiral Freebee \| Mit seinem Debütalbum gelingt dem Singer-Songwriter Tom Van Laere der Sprung an die Spitze. \| \| 15. März 2003 – 4. April 2003 3 Wochen \| 3 \| Norah Jones \| Come Away with Me \| Ein Dreivierteljahr nach seiner Erstveröffentlichung erreicht das Debüt-Album Platz 1. \| \| 5. April 2003 – 18. April 2003 2 Wochen \| 2 \| Céline Dion \| One Heart \| Für die Kanadierin ist es das erste Nummer-eins-Album in Flandern seit sechs Jahren und das vierte insgesamt seit 1995. \| \| 19. April 2003 – 2. Mai 2003 2 Wochen \| 2 \| Linkin Park \| Meteora \| Die Rockband um Chester Bennington steht erstmals auf Platz 1. \| \| 3. Mai 2003 – 16. Mai 2003 2 Wochen \| 2 \| Madonna \| American Life \| Für die Queen of Pop ist es das dritte Nummer-eins-Album seit 1995. \| \| 17. Mai 2003 – 20. Juni 2003 5 Wochen \| 5 \| Idool 2003 \| Greatest Moments \| Das Best-of-Album zur ersten Staffel der belgischen Adaption von Pop Idol. \| \| 21. Juni 2003 – 25. Juli 2003 5 Wochen \| 5 \| Metallica \| St. Anger \| Nach Load ist dies das zweite Album der Rockband in Flandern. \| \| 26. Juli 2003 – 15. August 2003 3 Wochen \| 3 \| Dreamlovers \| 20 Hits 4 \| Die dritte Nummer 1 für die Danceformation unter Leitung von Produzent Adriaan Van Landschoot. \| \| 16. August 2003 – 22. August 2003 1 Woche (insgesamt 5) \| 5 \| Barry White \| Ultimate Collection \| Nach dem Tod des US-amerikanischen Sängers erreicht sein Best-of-Album die Spitzenposition. \| \| 22. August 2003 – 29. August 2003 1 Woche \| 1 \| Belle Pérez \| Baila Pérez \| Das erste Nummer-eins-Album der belgisch-spanischen Sängerin. \| \| 30. August 2003 – 5. September 2003 1 Woche \| 1 \| Moloko \| Statues \| Das Album der irisch-britischen Formation ist in Flandern am erfolgreichsten. \| \| 6. September 2003 – 19. September 2003 2 Wochen \| 2 \| Peter Evrard \| Rhubarb \| Das Debütalbum des Idool-Gewinners. \| \| 20. September 2003 – 3. Oktober 2003 2 Wochen \| 2 \| K3 \| Ova le le \| Die vierte Nummer eins für die Girlgroup. \| \| 4. Oktober 2003 – 17. Oktober 2003 2 Wochen \| 2 \| (Verschiedene Interpreten) \| Eurosong for Kids 2003 \| Das Album zum belgischen Vorentscheid zum ersten Junior Eurovision Song Contest soll das erfolgreichste Album des Jahres werden. Als Sieger geht die Boygroup X!nk mit dem Titel De vriendschapsband hervor, aber auch die zweitplatzierte Tonya kann mit Hé doe maar mee einen Hit landen, ebenso der Gruppensong aller Teilnehmer Wereld vol muziek. Beim JESC in Kopenhagen werden X!nk Sechste. \| \| 18. Oktober 2003 – 7. November 2003 3 Wochen \| 3 \| Dido \| Life for Rent \| Das zweite Album der irischen Sängerin steht auch in Belgien an der Spitze. \| \| 8. November 2003 – 14. November 2003 1 Woche \| 1 \| Wim Soutaer \| Een nieuw begin \| Das Debütalbum des Idool-Teilnehmers. \| \| 15. November 2003 – 5. Dezember 2003 3 Wochen \| 3 \| R.E.M. \| In Time - The Best of R.E.M. 1988 - 2003 \| Mit ihrem Best-of steht die Gruppe zum zweiten Mal seit 1995 an erster Stelle. \| \| 6. Dezember 2003 – 19. Dezember 2003 2 Wochen \| 2 \| Red Hot Chili Peppers \| Greatest Hits \| Nach By the Way ist dieses Best-of bereits die zweite Nummer eins in Flandern. \| \| 20. Dezember 2003 – 27. Februar 2004 10 Wochen \| 10 \| Spring \| Spring \| Das Debütalbum der Nachwuchsband. \| |                                                  |                                                  |                                                  | |
| ← 2002 |                                                  |                                                  |                                                  | → 2004 → |
| Zeitraum | Wo. ges.                                         | Interpret                                        | Titel                                            | Zusätzliche Informationen |
| (Zeitraum, Wochen auf Platz eins, Interpret, Titel, zusätzliche Informationen) |                                                  |                                                  |                                                  | |
| 28. Dezember 2002 – 10. Januar 2003 2 Wochen (insgesamt 5) | 5                                                | U2                                               | The Best of 1990 - 2000                          | Das zweite Best-of-Album der irischen Band ist die vierte Nummer 1 in Flandern und die dritte Nummer 1 hintereinander. |
| 11. Januar 2003 – 17. Januar 2003 1 Woche (insgesamt 7) | 7                                                | Helmut Lotti                                     | My Tribute to the King                           | Mit seinen Interpretationen bekannter Elvis-Songs steht der Belgier erneut an der Spitze. |
| 18. Januar 2003 – 14. Februar 2003 4 Wochen (insgesamt 18) | 18                                               | Marco Borsato                                    | Onderweg                                         | Für den Niederländer ist es bereits das vierte Nummer-eins-Album in Flandern hintereinander. |
| 15. Februar 2003 – 21. Februar 2003 1 Woche | 1                                                | Nick Cave and the Bad Seeds                      | Nocturama                                        | Für die Australier ist es die erste Nummer 1. |
| 22. Februar 2003 – 7. März 2003 2 Wochen | 2                                                | Massive Attack                                   | 100th Window                                     | Die Band aus Bristol steht erstmals in Flandern auf Platz 1. |
| 8. März 2003 – 14. März 2003 1 Woche | 1                                                | Admiral Freebee                                  | Admiral Freebee                                  | Mit seinem Debütalbum gelingt dem Singer-Songwriter Tom Van Laere der Sprung an die Spitze. |
| 15. März 2003 – 4. April 2003 3 Wochen | 3                                                | Norah Jones                                      | Come Away with Me                                | Ein Dreivierteljahr nach seiner Erstveröffentlichung erreicht das Debüt-Album Platz 1. |
| 5. April 2003 – 18. April 2003 2 Wochen | 2                                                | Céline Dion                                      | One Heart                                        | Für die Kanadierin ist es das erste Nummer-eins-Album in Flandern seit sechs Jahren und das vierte insgesamt seit 1995. |
| 19. April 2003 – 2. Mai 2003 2 Wochen | 2                                                | Linkin Park                                      | Meteora                                          | Die Rockband um Chester Bennington steht erstmals auf Platz 1. |
| 3. Mai 2003 – 16. Mai 2003 2 Wochen | 2                                                | Madonna                                          | American Life                                    | Für die Queen of Pop ist es das dritte Nummer-eins-Album seit 1995. |
| 17. Mai 2003 – 20. Juni 2003 5 Wochen | 5                                                | Idool 2003                                       | Greatest Moments                                 | Das Best-of-Album zur ersten Staffel der belgischen Adaption von Pop Idol. |
| 21. Juni 2003 – 25. Juli 2003 5 Wochen | 5                                                | Metallica                                        | St. Anger                                        | Nach Load ist dies das zweite Album der Rockband in Flandern. |
| 26. Juli 2003 – 15. August 2003 3 Wochen | 3                                                | Dreamlovers                                      | 20 Hits 4                                        | Die dritte Nummer 1 für die Danceformation unter Leitung von Produzent Adriaan Van Landschoot. |
| 16. August 2003 – 22. August 2003 1 Woche (insgesamt 5) | 5                                                | Barry White                                      | Ultimate Collection                              | Nach dem Tod des US-amerikanischen Sängers erreicht sein Best-of-Album die Spitzenposition. |
| 22. August 2003 – 29. August 2003 1 Woche | 1                                                | Belle Pérez                                      | Baila Pérez                                      | Das erste Nummer-eins-Album der belgisch-spanischen Sängerin. |
| 30. August 2003 – 5. September 2003 1 Woche | 1                                                | Moloko                                           | Statues                                          | Das Album der irisch-britischen Formation ist in Flandern am erfolgreichsten. |
| 6. September 2003 – 19. September 2003 2 Wochen | 2                                                | Peter Evrard                                     | Rhubarb                                          | Das Debütalbum des Idool-Gewinners. |
| 20. September 2003 – 3. Oktober 2003 2 Wochen | 2                                                | K3                                               | Ova le le                                        | Die vierte Nummer eins für die Girlgroup. |
| 4. Oktober 2003 – 17. Oktober 2003 2 Wochen | 2                                                | (Verschiedene Interpreten)                       | Eurosong for Kids 2003                           | Das Album zum belgischen Vorentscheid zum ersten Junior Eurovision Song Contest soll das erfolgreichste Album des Jahres werden. Als Sieger geht die Boygroup X!nk mit dem Titel De vriendschapsband hervor, aber auch die zweitplatzierte Tonya kann mit Hé doe maar mee einen Hit landen, ebenso der Gruppensong aller Teilnehmer Wereld vol muziek. Beim JESC in Kopenhagen werden X!nk Sechste. |
| 18. Oktober 2003 – 7. November 2003 3 Wochen | 3                                                | Dido                                             | Life for Rent                                    | Das zweite Album der irischen Sängerin steht auch in Belgien an der Spitze. |
| 8. November 2003 – 14. November 2003 1 Woche | 1                                                | Wim Soutaer                                      | Een nieuw begin                                  | Das Debütalbum des Idool-Teilnehmers. |
| 15. November 2003 – 5. Dezember 2003 3 Wochen | 3                                                | R.E.M.                                           | In Time - The Best of R.E.M. 1988 - 2003         | Mit ihrem Best-of steht die Gruppe zum zweiten Mal seit 1995 an erster Stelle. |
| 6. Dezember 2003 – 19. Dezember 2003 2 Wochen | 2                                                | Red Hot Chili Peppers                            | Greatest Hits                                    | Nach By the Way ist dieses Best-of bereits die zweite Nummer eins in Flandern. |
| 20. Dezember 2003 – 27. Februar 2004 10 Wochen | 10                                               | Spring                                           | Spring                                           | Das Debütalbum der Nachwuchsband. |

## Jahreshitparaden
| ← 2002 ← | Liste der Nummer-eins-Hits in Belgien (Flandern) | Liste der Nummer-eins-Hits in Belgien (Flandern)  | Liste der Nummer-eins-Hits in Belgien (Flandern) | 2004 →   |
| \| Singles \| Position# \| Alben \| \| ------------------------------------------------------------------------------------------------------------------------------------------------------------------------------------------------------- \| --------- \| ------------------------------------------------- \| \| Summer Jam 2003 The Underdog Project and the Sunclub Robin Albers, Toni Cottura, Stephan Browarczyk, Shahin Moshirian, Christoph Brüx, Vick Krishna, Craig Smart, Michiel Rozenbroek, Dieter Kranenburg \| 1 \| Eurosong for Kids 2003 (Verschiedene Interpreten) \| \| For You Peter Evrard Jan Leyers, Michael Garvin \| 2 \| Pop Classics in Symphony Helmut Lotti \| \| Spring Gert Verhulst, Danny Verbiest, Hans Bourlon, Johan Vanden Eede \| 3 \| Come Away with Me Norah Jones \| \| Oya lélé K3 Miguel Wiels, Peter Gillis, Alain Vande Putte \| 4 \| Life for Rent Dido \| \| Allemaal Wim Soutaer Edwin Schimscheimer, Walter Mannaerts, Wim Soutaer \| 5 \| Statues Moloko \| \| Life on Mars Jasper Steverlinck & Steven & Stijn Kolacny David Bowie \| 6 \| Greatest Moments Idool 2003 \| \| Without You Natalia Peter Ham, Tom Evans, Mike Gibbins, J.C. Molland, Bill Collins \| 7 \| A Rush of Blood to the Head Coldplay \| \| Never Leave You (Uh Oooh, Uh Oooh) Lumidee Steven Michael Marsden, Edwin Z. Perez, Lumidee Cedeño, Teddy Rafael Mendez \| 8 \| Baila Pérez Belle Pérez \| \| In da Club 50 Cent Michael A. Elizondo Jr., André Romell Young, Curtis James Jackson \| 9 \| Oya lélé K3 \| \| Where Is the Love? The Black Eyed Peas Will Adams, Allan Apll Pineda, Priese Prince Lamont Board, Mike Fratantuno, Justin R. Timberlake, Jaime Luis Gomez, George Pajon \| 10 \| St. Anger Metallica \| |                                                  |                                                   |                                                  |          |
| ← 2002 |                                                  |                                                   |                                                  | → 2004 → |
| Singles | Position#                                        | Alben                                             |                                                  |          |
| Summer Jam 2003 The Underdog Project and the Sunclub Robin Albers, Toni Cottura, Stephan Browarczyk, Shahin Moshirian, Christoph Brüx, Vick Krishna, Craig Smart, Michiel Rozenbroek, Dieter Kranenburg | 1                                                | Eurosong for Kids 2003 (Verschiedene Interpreten) |                                                  |          |
| For You Peter Evrard Jan Leyers, Michael Garvin | 2                                                | Pop Classics in Symphony Helmut Lotti             |                                                  |          |
| Spring Gert Verhulst, Danny Verbiest, Hans Bourlon, Johan Vanden Eede | 3                                                | Come Away with Me Norah Jones                     |                                                  |          |
| Oya lélé K3 Miguel Wiels, Peter Gillis, Alain Vande Putte | 4                                                | Life for Rent Dido                                |                                                  |          |
| Allemaal Wim Soutaer Edwin Schimscheimer, Walter Mannaerts, Wim Soutaer | 5                                                | Statues Moloko                                    |                                                  |          |
| Life on Mars Jasper Steverlinck & Steven & Stijn Kolacny David Bowie | 6                                                | Greatest Moments Idool 2003                       |                                                  |          |
| Without You Natalia Peter Ham, Tom Evans, Mike Gibbins, J.C. Molland, Bill Collins | 7                                                | A Rush of Blood to the Head Coldplay              |                                                  |          |
| Never Leave You (Uh Oooh, Uh Oooh) Lumidee Steven Michael Marsden, Edwin Z. Perez, Lumidee Cedeño, Teddy Rafael Mendez | 8                                                | Baila Pérez Belle Pérez                           |                                                  |          |
| In da Club 50 Cent Michael A. Elizondo Jr., André Romell Young, Curtis James Jackson | 9                                                | Oya lélé K3                                       |                                                  |          |
| Where Is the Love? The Black Eyed Peas Will Adams, Allan Apll Pineda, Priese Prince Lamont Board, Mike Fratantuno, Justin R. Timberlake, Jaime Luis Gomez, George Pajon | 10                                               | St. Anger Metallica                               |                                                  |          |

## Wallonien

### Singles
| ← 2002 ← | Liste der Nummer-eins-Hits in Belgien (Wallonie) | Liste der Nummer-eins-Hits in Belgien (Wallonie) | Liste der Nummer-eins-Hits in Belgien (Wallonie) | 2004 → |
| \| Zeitraum \| Wo. ges. \| Interpret \| Titel Autor(en) \| Zusätzliche Informationen \| \| (Zeitraum, Wochen auf Platz eins, Interpret, Titel, Autor[en], zusätzliche Informationen) \| \| \| \| \| \| ----------------------------------------------------------------------------------------- \| -------- \| ---------------------------------- \| ------------------------------------------------------------------------------------------------------------------------------------------------------------------ \| ---------------------------------------------------------------------------------------------------------------------------------------------------------------- \| \| 7. September 2002 – 3. Januar 2003 17 Wochen \| 17 \| Las Ketchup \| The Ketchup Song (Aserejé) Francisco Manuel Ruiz Gomez \| – \| \| 4. Januar 2003 – 24. Januar 2003 3 Wochen \| 3 \| Star Academy 2 \| Paris Latino Carlos Perez, José Perez \| Die Teilnehmer der französischen Castingshow tragen hier einen Hit von Bandolero vor. \| \| 25. Januar 2003 – 21. Februar 2003 4 Wochen \| 4 \| Eminem \| Lose Yourself Marshall B. Mathers, Luis Edgardo Resto, Jeff Bass \| Mit seinem Song zum Film 8 Mile landet Rapper Eminem seinen zweiten Nummer-eins-Hit nach Without Me. \| \| 22. Februar 2003 – 28. Februar 2003 1 Woche \| 1 \| Panjabi MC \| Mundian To Bach Ke Glen Larson, Stu Philips, Panjabi MC, Labh Janjua \| Der Song, der auf der Titelmusik der Serie Knight Rider basiert, erreicht nur in wenigen Ländern den ersten Platz. \| \| 1. März 2003 – 4. April 2003 5 Wochen \| 5 \| Alphonse Brown \| Le frunkp Raphaël Mussard, Michaël Youn \| In seiner Rolle aus dem Film La Beuze schafft es Michaël Youn zum ersten Mal auf Platz 1 in Belgien. Der Filmsong ist sogar der erfolgreichste Titel des Jahres. \| \| 5. April 2003 – 18. April 2003 2 Wochen \| 2 \| Nolwenn Leroy \| Cassé Lionel Florence, Francis Maggiulli \| Das Debüt der Siegerin der zweiten Staffel von Star Acadamy. \| \| 19. April 2003 – 23. Mai 2003 5 Wochen \| 5 \| Kana \| Plantation Philippe Rippol, Mathis Dessagne \| Für die französische Reggae-Band ist es der einzige Hit in Belgien, auch in Flandern schafft es der Song in die Top 5. \| \| 24. Mai 2003 – 13. Juni 2003 3 Wochen \| 3 \| Florent Pagny \| Ma liberté de penser Lionel Florence, Pascal Obispo \| Der zweite Nummer-eins-Hit seit 1995 für den französischen Sänger. \| \| 14. Juni 2003 – 20. Juni 2003 1 Woche (insgesamt 5) \| 5 \| Lorie \| Sur un air Latino Johnny Williams, Pierre Billon, Lorie \| Für die Sängerin ist es der erste Nummer-eins-Hit in ihrer französischen Heimat, in Belgien ist es bereits der zweite nach ihrem Debüt Près de moi. \| \| 21. Juni 2003 – 27. Juni 2003 1 Woche \| 1 \| Pascal Obispo \| Fan Lionel Florence, Pascal Obispo \| Für Obispo ist es der erste Spitzenplatz als Interpret, nachdem er kurz zuvor bereits als Autor einen Nummer-eins-Erfolg erzielen konnte. \| \| 28. Juni 2003 – 25. Juli 2003 4 Wochen (insgesamt 5) \| 5 \| Lorie \| Sur un air Latino Johnny Williams, Pierre Billon, Lorie \| – \| \| 26. Juli 2003 – 1. August 2003 1 Woche (insgesamt 4) \| 4 \| The Underdog Project & the Sunclub \| Summer Jam 2003 Robin Albers, Toni Cottura, Stephan Browarczyk, Shahin Moshirian, Christoph Brüx, Vick Krishna, Craig Smart, Michiel Rozenbroek, Dieter Kranenburg \| Die Neuinterpretation des Vorjahres-Sommerhits erobert in Belgien die Spitze. \| \| 2. August 2003 – 22. August 2003 3 Wochen \| 3 \| Jonatan Cerrada \| Je voulais te dire que je t’attends Michel Jonasz, Millmer Peter \| Mit diesem Titel wurde der Sänger aus Lüttich der erste Sieger von À la Recherche du Nouvelle Star. \| \| 23. August 2003 – 12. September 2003 3 Wochen (insgesamt 4) \| 4 \| The Underdog Project & the Sunclub \| Summer Jam 2003 Robin Albers, Toni Cottura, Stephan Browarczyk, Shahin Moshirian, Christoph Brüx, Vick Krishna, Craig Smart, Michiel Rozenbroek, Dieter Kranenburg \| – \| \| 13. September 2003 – 3. Oktober 2003 3 Wochen \| 3 \| Diam’s \| DJ Mélanie Georgiades, Tristan Solanilla \| Die französische Rapperin zyprischer Herkunft hat mit diesem Titel ihren Durchbruch. \| \| 4. Oktober 2003 – 17. Oktober 2003 2 Wochen \| 2 \| Jocelyne Labylle & Cheela \| Laisse parler les gens Jocelyne Labylle, Edmond Goyor, Passi, Cheela Maquinous, Henri Debs \| Mit einem Zouk-Titel schaffen es die Interpreten in Frankreich wie in Belgien an die Spitze. \| \| 18. Oktober 2003 – 14. November 2003 4 Wochen \| 4 \| Star Academy 3 \| La bamba Ritchie Valens \| Die Castingshow-Teilnehmer tragen einen Klassiker von Ritchie Valens vor. \| \| 15. November 2003 – 9. Januar 2004 8 Wochen \| 8 \| Tragédie \| Hey Oh Tizy Bone, Silky Shai, DJ Dem's, Dom Bamboo \| Die R'n'B-Formation aus Nantes hat mit diesem Titel ihren Durchbruch. \| |                                                  |                                                  | | |
| ← 2002 |                                                  |                                                  | | → 2004 → |
| Zeitraum | Wo. ges.                                         | Interpret                                        | Titel Autor(en) | Zusätzliche Informationen |
| (Zeitraum, Wochen auf Platz eins, Interpret, Titel, Autor[en], zusätzliche Informationen) |                                                  |                                                  | | |
| 7. September 2002 – 3. Januar 2003 17 Wochen | 17                                               | Las Ketchup                                      | The Ketchup Song (Aserejé) Francisco Manuel Ruiz Gomez | – |
| 4. Januar 2003 – 24. Januar 2003 3 Wochen | 3                                                | Star Academy 2                                   | Paris Latino Carlos Perez, José Perez | Die Teilnehmer der französischen Castingshow tragen hier einen Hit von Bandolero vor.                                                                            |
| 25. Januar 2003 – 21. Februar 2003 4 Wochen | 4                                                | Eminem                                           | Lose Yourself Marshall B. Mathers, Luis Edgardo Resto, Jeff Bass                                                                                                   | Mit seinem Song zum Film 8 Mile landet Rapper Eminem seinen zweiten Nummer-eins-Hit nach Without Me.                                                             |
| 22. Februar 2003 – 28. Februar 2003 1 Woche | 1                                                | Panjabi MC                                       | Mundian To Bach Ke Glen Larson, Stu Philips, Panjabi MC, Labh Janjua                                                                                               | Der Song, der auf der Titelmusik der Serie Knight Rider basiert, erreicht nur in wenigen Ländern den ersten Platz.                                               |
| 1. März 2003 – 4. April 2003 5 Wochen | 5                                                | Alphonse Brown                                   | Le frunkp Raphaël Mussard, Michaël Youn | In seiner Rolle aus dem Film La Beuze schafft es Michaël Youn zum ersten Mal auf Platz 1 in Belgien. Der Filmsong ist sogar der erfolgreichste Titel des Jahres. |
| 5. April 2003 – 18. April 2003 2 Wochen | 2                                                | Nolwenn Leroy                                    | Cassé Lionel Florence, Francis Maggiulli | Das Debüt der Siegerin der zweiten Staffel von Star Acadamy. |
| 19. April 2003 – 23. Mai 2003 5 Wochen | 5                                                | Kana                                             | Plantation Philippe Rippol, Mathis Dessagne | Für die französische Reggae-Band ist es der einzige Hit in Belgien, auch in Flandern schafft es der Song in die Top 5.                                           |
| 24. Mai 2003 – 13. Juni 2003 3 Wochen | 3                                                | Florent Pagny                                    | Ma liberté de penser Lionel Florence, Pascal Obispo | Der zweite Nummer-eins-Hit seit 1995 für den französischen Sänger.                                                                                               |
| 14. Juni 2003 – 20. Juni 2003 1 Woche (insgesamt 5) | 5                                                | Lorie                                            | Sur un air Latino Johnny Williams, Pierre Billon, Lorie | Für die Sängerin ist es der erste Nummer-eins-Hit in ihrer französischen Heimat, in Belgien ist es bereits der zweite nach ihrem Debüt Près de moi.              |
| 21. Juni 2003 – 27. Juni 2003 1 Woche | 1                                                | Pascal Obispo                                    | Fan Lionel Florence, Pascal Obispo | Für Obispo ist es der erste Spitzenplatz als Interpret, nachdem er kurz zuvor bereits als Autor einen Nummer-eins-Erfolg erzielen konnte.                        |
| 28. Juni 2003 – 25. Juli 2003 4 Wochen (insgesamt 5) | 5                                                | Lorie                                            | Sur un air Latino Johnny Williams, Pierre Billon, Lorie | – |
| 26. Juli 2003 – 1. August 2003 1 Woche (insgesamt 4) | 4                                                | The Underdog Project & the Sunclub               | Summer Jam 2003 Robin Albers, Toni Cottura, Stephan Browarczyk, Shahin Moshirian, Christoph Brüx, Vick Krishna, Craig Smart, Michiel Rozenbroek, Dieter Kranenburg | Die Neuinterpretation des Vorjahres-Sommerhits erobert in Belgien die Spitze.                                                                                    |
| 2. August 2003 – 22. August 2003 3 Wochen | 3                                                | Jonatan Cerrada                                  | Je voulais te dire que je t’attends Michel Jonasz, Millmer Peter                                                                                                   | Mit diesem Titel wurde der Sänger aus Lüttich der erste Sieger von À la Recherche du Nouvelle Star.                                                              |
| 23. August 2003 – 12. September 2003 3 Wochen (insgesamt 4) | 4                                                | The Underdog Project & the Sunclub               | Summer Jam 2003 Robin Albers, Toni Cottura, Stephan Browarczyk, Shahin Moshirian, Christoph Brüx, Vick Krishna, Craig Smart, Michiel Rozenbroek, Dieter Kranenburg | – |
| 13. September 2003 – 3. Oktober 2003 3 Wochen | 3                                                | Diam’s                                           | DJ Mélanie Georgiades, Tristan Solanilla | Die französische Rapperin zyprischer Herkunft hat mit diesem Titel ihren Durchbruch.                                                                             |
| 4. Oktober 2003 – 17. Oktober 2003 2 Wochen | 2                                                | Jocelyne Labylle & Cheela                        | Laisse parler les gens Jocelyne Labylle, Edmond Goyor, Passi, Cheela Maquinous, Henri Debs                                                                         | Mit einem Zouk-Titel schaffen es die Interpreten in Frankreich wie in Belgien an die Spitze.                                                                     |
| 18. Oktober 2003 – 14. November 2003 4 Wochen | 4                                                | Star Academy 3                                   | La bamba Ritchie Valens | Die Castingshow-Teilnehmer tragen einen Klassiker von Ritchie Valens vor.                                                                                        |
| 15. November 2003 – 9. Januar 2004 8 Wochen | 8                                                | Tragédie                                         | Hey Oh Tizy Bone, Silky Shai, DJ Dem's, Dom Bamboo | Die R'n'B-Formation aus Nantes hat mit diesem Titel ihren Durchbruch.                                                                                            |

### Alben
| ← 2002 ← | Liste der Nummer-eins-Hits in Belgien (Wallonie) | Liste der Nummer-eins-Hits in Belgien (Wallonie) | Liste der Nummer-eins-Hits in Belgien (Wallonie) | 2004 → |
| \| Zeitraum \| Wo. ges. \| Interpret \| Titel \| Zusätzliche Informationen \| \| (Zeitraum, Wochen auf Platz eins, Interpret, Titel, zusätzliche Informationen) \| \| \| \| \| \| ------------------------------------------------------------------------------ \| -------- \| -------------------- \| --------------------------- \| --------------------------------------------------------------------------------------------------------------------------------------------------------------------------------------------------------------------- \| \| 14. Dezember 2002 – 17. Januar 2003 5 Wochen \| 5 \| Star Academy 2 \| Chante les Années ’80 \| Die Kandidaten der Castingshow interpretieren Hits aus den Achtzigern neu. Alternativtitel: Star Academy 2 fait sa boum. \| \| 18. Januar 2003 – 7. März 2003 7 Wochen \| 7 \| Carla Bruni \| Quelqu’un m’a dit \| Mit ihrem Debüt erklimmt die Französin die Spitze nicht nur der wöchentlichen Hitliste, sondern auch der Jahrescharts. \| \| 8. März 2003 – 21. März 2003 2 Wochen \| 2 \| Les Enfoirés \| La foire aux Enfoirés \| Für das französische Musikprojekt ist es das fünfte Nummer-eins-Album in Belgien. \| \| 22. März 2003 – 4. April 2003 2 Wochen \| 2 \| Nolwenn Leroy \| Nolwenn \| Das Debütalbum der Star Academy-Siegerin. \| \| 5. April 2003 – 18. April 2003 2 Wochen \| 2 \| Placebo \| Sleeping with Ghosts \| Mit ihrem vierten Album geht die Londoner Band erstmals in Führung. \| \| 19. April 2003 – 2. Mai 2003 2 Wochen \| 2 \| Linkin Park \| Meteora \| Die Rockband um Chester Bennington steht erstmals auf Platz 1. \| \| 3. Mai 2003 – 9. Mai 2003 1 Woche \| 1 \| Madonna \| American Life \| Für die Queen of Pop ist es das zweite Nummer-eins-Album seit 1995. \| \| 10. Mai 2003 – 16. Mai 2003 1 Woche \| 1 \| Maurane \| Quand l’humain danse \| Die Chansonsängerin aus dem Raum Brüssel steht zum zweiten Mal auf der Spitzenposition. \| \| 17. Mai 2003 – 30. Mai 2003 2 Wochen (insgesamt 3) \| 3 \| Florent Pagny \| Ailleurs land \| Für den Franzosen ist es das dritte Nummer-eins-Album in Belgien. \| \| 31. Mai 2003 – 6. Juni 2003 1 Woche \| 1 \| Marilyn Manson \| The Golden Age of Grotesque \| Mit diesem Album gelingt der US-Rockband der internationale Durchbruch. \| \| 7. Juni 2003 – 13. Juni 2003 1 Woche (insgesamt 3) \| 3 \| Florent Pagny \| Ailleurs land \| – \| \| 14. Juni 2003 – 27. Juni 2003 2 Wochen (insgesamt 4) \| 4 \| Jean-Jacques Goldman \| Un tour ensemble \| Mit seinem Live-Album steht der Franzose zum fünften Mal auf Platz 1 in Belgien. \| \| 28. Juni 2003 – 11. Juli 2003 2 Wochen \| 2 \| Radiohead \| Hail to the Thief \| Für die britische Gruppe ist es die erste Nummer 1 in Belgien. \| \| 12. Juli 2003 – 25. Juli 2003 2 Wochen (insgesamt 4) \| 4 \| Jean-Jacques Goldman \| Un tour ensemble \| – \| \| 26. Juli 2003 – 15. August 2003 3 Wochen \| 3 \| Kyo \| Le chemin \| Das Album ist der Durchbruch der französischen Rockband und in Belgien sogar erfolgreicher als in der Heimat. \| \| 16. August 2003 – 5. September 2003 3 Wochen \| 3 \| Norah Jones \| Come Away with Me \| Rund ein Jahr nach seiner Erstveröffentlichung erreicht das Debüt-Album Platz 1. \| \| 6. September 2003 – 19. September 2003 2 Wochen \| 2 \| Jean-Louis Murat \| Lilith \| Für den französischen Musiker ist es die erste Nummer eins im Nachbarland. \| \| 20. September 2003 – 26. September 2003 1 Woche \| 1 \| Pierre Rapsat \| Saisons, Anthologie Vol. 1 \| Knapp eineinhalb Jahre nach seinem Tod erreicht ein weiteres Best-of-Album des Musikers aus Verviers den ersten Platz. \| \| 27. September 2003 – 10. Oktober 2003 2 Wochen \| 2 \| Iam \| Revoir un printemps \| Die Hip-Hopper aus Marseille stehen zum zweiten Mal in den belgischen Albumcharts und zum ersten Mal auf Platz 1. \| \| 11. Oktober 2003 – 24. Oktober 2003 2 Wochen \| 2 \| Dido \| Life for Rent \| Das zweite Album der irischen Sängerin steht auch in Belgien an der Spitze. \| \| 25. Oktober 2003 – 31. Oktober 2003 1 Woche \| 1 \| Jacques Brel \| Infiniment Best Of \| Mit einem Best-of-Album steht der legendäre Chansonnier zum ersten Mal an der Spitze der Albumcharts. Parallel steht mit L'integrale auch eine umfassende Sammlung seines Werkes in den Charts, sie erreicht Platz 3. \| \| 1. November 2003 – 14. November 2003 2 Wochen \| 2 \| Céline Dion \| Une fille et 4 Types \| Für die Kanadierin ist es bereits das zehnte Nummer-eins-Album im frankophonen Belgien. \| \| 15. November 2003 – 5. Dezember 2003 3 Wochen \| 3 \| Henri Salvador \| Ma chère et tendre \| Der französische Rock'n'Roller steht mit 86 Jahren an der Chartspitze. \| \| 6. Dezember 2003 – 19. Dezember 2003 2 Wochen \| 2 \| Garou \| Reviens \| Für den Kanadier stellt dies bereits das zweite Nummer-eins-Album in Belgien dar. \| \| 20. Dezember 2003 – 9. Januar 2004 3 Wochen \| 3 \| Crazy Horse \| Tous les tubes \| Mit einem Best-of-Album steht die belgische Band, die in den Siebzigern ihre größten Erfolge feierte, an der Spitze. \| |                                                  |                                                  |                                                  | |
| ← 2002 |                                                  |                                                  |                                                  | → 2004 → |
| Zeitraum | Wo. ges.                                         | Interpret                                        | Titel                                            | Zusätzliche Informationen |
| (Zeitraum, Wochen auf Platz eins, Interpret, Titel, zusätzliche Informationen) |                                                  |                                                  |                                                  | |
| 14. Dezember 2002 – 17. Januar 2003 5 Wochen | 5                                                | Star Academy 2                                   | Chante les Années ’80                            | Die Kandidaten der Castingshow interpretieren Hits aus den Achtzigern neu. Alternativtitel: Star Academy 2 fait sa boum.                                                                                              |
| 18. Januar 2003 – 7. März 2003 7 Wochen | 7                                                | Carla Bruni                                      | Quelqu’un m’a dit                                | Mit ihrem Debüt erklimmt die Französin die Spitze nicht nur der wöchentlichen Hitliste, sondern auch der Jahrescharts.                                                                                                |
| 8. März 2003 – 21. März 2003 2 Wochen | 2                                                | Les Enfoirés                                     | La foire aux Enfoirés                            | Für das französische Musikprojekt ist es das fünfte Nummer-eins-Album in Belgien. |
| 22. März 2003 – 4. April 2003 2 Wochen | 2                                                | Nolwenn Leroy                                    | Nolwenn                                          | Das Debütalbum der Star Academy-Siegerin. |
| 5. April 2003 – 18. April 2003 2 Wochen | 2                                                | Placebo                                          | Sleeping with Ghosts                             | Mit ihrem vierten Album geht die Londoner Band erstmals in Führung. |
| 19. April 2003 – 2. Mai 2003 2 Wochen | 2                                                | Linkin Park                                      | Meteora                                          | Die Rockband um Chester Bennington steht erstmals auf Platz 1. |
| 3. Mai 2003 – 9. Mai 2003 1 Woche | 1                                                | Madonna                                          | American Life                                    | Für die Queen of Pop ist es das zweite Nummer-eins-Album seit 1995. |
| 10. Mai 2003 – 16. Mai 2003 1 Woche | 1                                                | Maurane                                          | Quand l’humain danse                             | Die Chansonsängerin aus dem Raum Brüssel steht zum zweiten Mal auf der Spitzenposition. |
| 17. Mai 2003 – 30. Mai 2003 2 Wochen (insgesamt 3) | 3                                                | Florent Pagny                                    | Ailleurs land                                    | Für den Franzosen ist es das dritte Nummer-eins-Album in Belgien. |
| 31. Mai 2003 – 6. Juni 2003 1 Woche | 1                                                | Marilyn Manson                                   | The Golden Age of Grotesque                      | Mit diesem Album gelingt der US-Rockband der internationale Durchbruch. |
| 7. Juni 2003 – 13. Juni 2003 1 Woche (insgesamt 3) | 3                                                | Florent Pagny                                    | Ailleurs land                                    | – |
| 14. Juni 2003 – 27. Juni 2003 2 Wochen (insgesamt 4) | 4                                                | Jean-Jacques Goldman                             | Un tour ensemble                                 | Mit seinem Live-Album steht der Franzose zum fünften Mal auf Platz 1 in Belgien. |
| 28. Juni 2003 – 11. Juli 2003 2 Wochen | 2                                                | Radiohead                                        | Hail to the Thief                                | Für die britische Gruppe ist es die erste Nummer 1 in Belgien. |
| 12. Juli 2003 – 25. Juli 2003 2 Wochen (insgesamt 4) | 4                                                | Jean-Jacques Goldman                             | Un tour ensemble                                 | – |
| 26. Juli 2003 – 15. August 2003 3 Wochen | 3                                                | Kyo                                              | Le chemin                                        | Das Album ist der Durchbruch der französischen Rockband und in Belgien sogar erfolgreicher als in der Heimat. |
| 16. August 2003 – 5. September 2003 3 Wochen | 3                                                | Norah Jones                                      | Come Away with Me                                | Rund ein Jahr nach seiner Erstveröffentlichung erreicht das Debüt-Album Platz 1. |
| 6. September 2003 – 19. September 2003 2 Wochen | 2                                                | Jean-Louis Murat                                 | Lilith                                           | Für den französischen Musiker ist es die erste Nummer eins im Nachbarland. |
| 20. September 2003 – 26. September 2003 1 Woche | 1                                                | Pierre Rapsat                                    | Saisons, Anthologie Vol. 1                       | Knapp eineinhalb Jahre nach seinem Tod erreicht ein weiteres Best-of-Album des Musikers aus Verviers den ersten Platz.                                                                                                |
| 27. September 2003 – 10. Oktober 2003 2 Wochen | 2                                                | Iam                                              | Revoir un printemps                              | Die Hip-Hopper aus Marseille stehen zum zweiten Mal in den belgischen Albumcharts und zum ersten Mal auf Platz 1. |
| 11. Oktober 2003 – 24. Oktober 2003 2 Wochen | 2                                                | Dido                                             | Life for Rent                                    | Das zweite Album der irischen Sängerin steht auch in Belgien an der Spitze. |
| 25. Oktober 2003 – 31. Oktober 2003 1 Woche | 1                                                | Jacques Brel                                     | Infiniment Best Of                               | Mit einem Best-of-Album steht der legendäre Chansonnier zum ersten Mal an der Spitze der Albumcharts. Parallel steht mit L'integrale auch eine umfassende Sammlung seines Werkes in den Charts, sie erreicht Platz 3. |
| 1. November 2003 – 14. November 2003 2 Wochen | 2                                                | Céline Dion                                      | Une fille et 4 Types                             | Für die Kanadierin ist es bereits das zehnte Nummer-eins-Album im frankophonen Belgien. |
| 15. November 2003 – 5. Dezember 2003 3 Wochen | 3                                                | Henri Salvador                                   | Ma chère et tendre                               | Der französische Rock'n'Roller steht mit 86 Jahren an der Chartspitze. |
| 6. Dezember 2003 – 19. Dezember 2003 2 Wochen | 2                                                | Garou                                            | Reviens                                          | Für den Kanadier stellt dies bereits das zweite Nummer-eins-Album in Belgien dar. |
| 20. Dezember 2003 – 9. Januar 2004 3 Wochen | 3                                                | Crazy Horse                                      | Tous les tubes                                   | Mit einem Best-of-Album steht die belgische Band, die in den Siebzigern ihre größten Erfolge feierte, an der Spitze.                                                                                                  |

## Jahreshitparaden
| ← 2002 ← | Liste der Nummer-eins-Hits in Belgien (Wallonie) | Liste der Nummer-eins-Hits in Belgien (Wallonie) | Liste der Nummer-eins-Hits in Belgien (Wallonie) | 2004 →   |
| \| Singles \| Position# \| Alben \| \| ------------------------------------------------------------------------------------------------------------------------------------------------------------------------------------------------------- \| --------- \| ------------------------------------- \| \| Le frunkp Alphonse Brown Raphaël Mussard, Michaël Youn \| 1 \| Quelqu’un m’a dit Carla Bruni \| \| Summer Jam 2003 The Underdog Project and the Sunclub Robin Albers, Toni Cottura, Stephan Browarczyk, Shahin Moshirian, Christoph Brüx, Vick Krishna, Craig Smart, Michiel Rozenbroek, Dieter Kranenburg \| 2 \| Come Away with Me Norah Jones \| \| DJ Diam’s Mélanie Georgiades, Tristan Solanilla \| 3 \| Le chemin Kyo \| \| Je voulais te dire que je t’attends Jonatan Cerrada Michel Jonasz, Millmer Peter \| 4 \| Ailleurs land Florent Pagny \| \| Plantation Kana Philippe Rippol, Mathis Dessagne \| 5 \| Sleeping with Ghosts Placebo \| \| Sur un air Latino Lorie Johnny Williams, Pierre Billon, Lorie \| 6 \| Life for Rent Dido \| \| Lose Yourself Eminem Marshall B. Mathers, Luis Edgardo Resto, Jeff Bass \| 7 \| Nolwenn Nolwenn Leroy \| \| Chihuahua The Booming People René Baumann, Axel Breitung, Ray Gilbert, Luis Oliveira \| 8 \| La foire aux Enfoirés Les Enfoirés \| \| Cassé Nolwenn Leroy Lionel Florence, Francis Maggiulli \| 9 \| Un tour ensemble Jean-Jacques Goldman \| \| Sorry Seems to Be the Hardest Word Blue feat. Elton John Elton John, Bernie Taupin \| 10 \| Meteora Linkin Park \| |                                                  |                                                  |                                                  |          |
| ← 2002 |                                                  |                                                  |                                                  | → 2004 → |
| Singles | Position#                                        | Alben                                            |                                                  |          |
| Le frunkp Alphonse Brown Raphaël Mussard, Michaël Youn | 1                                                | Quelqu’un m’a dit Carla Bruni                    |                                                  |          |
| Summer Jam 2003 The Underdog Project and the Sunclub Robin Albers, Toni Cottura, Stephan Browarczyk, Shahin Moshirian, Christoph Brüx, Vick Krishna, Craig Smart, Michiel Rozenbroek, Dieter Kranenburg | 2                                                | Come Away with Me Norah Jones                    |                                                  |          |
| DJ Diam’s Mélanie Georgiades, Tristan Solanilla | 3                                                | Le chemin Kyo                                    |                                                  |          |
| Je voulais te dire que je t’attends Jonatan Cerrada Michel Jonasz, Millmer Peter | 4                                                | Ailleurs land Florent Pagny                      |                                                  |          |
| Plantation Kana Philippe Rippol, Mathis Dessagne | 5                                                | Sleeping with Ghosts Placebo                     |                                                  |          |
| Sur un air Latino Lorie Johnny Williams, Pierre Billon, Lorie | 6                                                | Life for Rent Dido                               |                                                  |          |
| Lose Yourself Eminem Marshall B. Mathers, Luis Edgardo Resto, Jeff Bass | 7                                                | Nolwenn Nolwenn Leroy                            |                                                  |          |
| Chihuahua The Booming People René Baumann, Axel Breitung, Ray Gilbert, Luis Oliveira | 8                                                | La foire aux Enfoirés Les Enfoirés               |                                                  |          |
| Cassé Nolwenn Leroy Lionel Florence, Francis Maggiulli | 9                                                | Un tour ensemble Jean-Jacques Goldman            |                                                  |          |
| Sorry Seems to Be the Hardest Word Blue feat. Elton John Elton John, Bernie Taupin | 10                                               | Meteora Linkin Park                              |                                                  |          |